# جزيرة هيسا
جزيرة هيسا هي جزيرة تقع بين خزان أسوان والسد العالي في محافظة أسوان، مصر تبلغ مساحتها حوالي 80 فدان ويسكنها أكثر من 5400 نسمة. منازل الجزيرة مقامة على صخور الجبال المحيطة بالنهر، ويمتهن سكان الجزيرة الصيد وتأجير المراكب للزوار وتأجير البيوت للسياح.